# بولي نانكوس جوردوني
بولي نانكوس جوردوني(حنظبيات)Polynoncus gordoni تعد من أنواع الخنفساء. وهي خنفساء غامضة من الفصيلة الفرعية أومورجينا Omorginae الموجودة في بيرو.